# 열부 나주정씨 정려각
열부 나주정씨 정려각은 대한민국 경기도 가평군 가평읍 복장리에 있는 정려각이다. 1986년 6월 19일 가평군의 향토문화재 제8호로 지정되었다.

## 개요
열부 나주정씨 정려각은 4각의 기둥에다 기와지붕을 하고 있으며 그 안에 사액원각(烈婦 學生 曺元承妻 羅州丁氏之門 上之卽祚 二十九年 辛酉十月 日命旌 <열부 학생 조원승처 나주정씨지문 상지즉조 이십구년 신유십월 일명정>)을 보관하고 있다. 열부 나주정씨는 가평군 북면 화악리 배나무골에서 부친 정선교의 둘째딸로 태어나 17세 때에 창녕조씨 원승에게 출가하였으나 남편이 병을 얻어 눕게되었다. 밤 마다 정한수를 떠놓고 천지신명께 지성을 드리고 백방으로 약을구해 간병했으나 부인의 눈물겨운 간병에도 불구하고 남편은 1880년 경인 6월 28일 52세로 별세하였다. 당시 선비 집안의 장례풍속은 90일장이다. 열부정씨는 3개월을 하루같이 식음을 전폐하고 빈소를 지키다가 남편의 장례 하루 전인 같은해 9월 27일 34세의 젊은나이로 순절하였다. 이와같은 애틋한 정절의 사연이 조정까지 전해져 1891년 시월에 열부정문을 하사하여 현재에 이르고 있다.

## 참고 문헌
- 열부나주정씨정려각 - 가평군 문화관광 - 향토유적